# Erioptera splendida
Erioptera splendida är en tvåvingeart som beskrevs av Alexander 1913. Erioptera splendida ingår i släktet Erioptera och familjen småharkrankar. Inga underarter finns listade i Catalogue of Life.